# Daňová evidence
Daňová evidence svým způsobem navazuje na jednoduché účetnictví, které bylo v České republice zrušeno v roce 2004, ale v roce 2016 bylo obnoveno pro některé účetní jednotky za určitých podmínek.
Daňovou evidenci vedou fyzické osoby, které se nestaly účetní jednotkou, jejich obrat nepřekročil za minulý kalendářní rok 25 mil. korun, nejsou účastníkem sdružení a nejsou zapsány v Obchodním rejstříku. Ten, kdo se stane účetní jednotkou ve smyslu Zákona o účetnictví č. 563/1991 Sb., musí vést účetnictví.

## Historie
Jednoduché účetnictví bylo k 1. lednu 2004 zrušeno – zůstalo jen účetnictví, kterým se v zákoně o účetnictví rozumí pouze podvojné účetnictví. Jednoduché účetnictví tedy zaniklo, ale fyzické osoby (FO), které chtějí vést evidenci na podobných principech, jako bylo jednoduché účetnictví, mohou vést tzv. daňovou evidenci (DE), a to podle § 7b zákona o daních z příjmu.

## Cíle daňové evidence
Je definován v § 7b zákon o dani z příjmu.

### Cílem je zjištění
- základu daně z příjmů jako rozdílu mezi daňovými příjmy a daňovými výdaji,
- stavu majetku a závazků, které ovlivňují základ daně z příjmů.

Tyto zjištěné údaje jsou využitelné pro další rozhodování a řízení firmy.
Forma daňové evidence se bude odvíjet od jednotlivých složek obchodního majetku podnikatele. Pro peněžní prostředky se jeví jako vhodná forma evidence v deníku příjmů a výdajů. Pro ostatní složky majetku a závazků jsou vhodné evidenční karty. V následující tabulce jsou vypsány typické položky patřící buď do daňových (ovlivňujících základ daně), či nedaňových (neovlivňujících základ daně) příjmů, resp. výdajů.
| Daňové příjmy                                                     | Nedaňové příjmy            |
| ----------------------------------------------------------------- | -------------------------- |
| všechny tržby                                                     | osobní vklady              |
| náhrady od pojišťoven                                             | přijaté dotace             |
| přijaté zálohy                                                    | úvěry                      |
| Daňové výdaje                                                     | Nedaňové výdaje            |
| nákup materiálu                                                   | splátky úvěru              |
| úroky z úvěru                                                     | výběry pro osobní spotřebu |
| bankovní poplatky                                                 | nákup dlouhodobého majetku |
| zaplacené zálohy                                                  | odvod DPH                  |
| mzdy                                                              | reprezentace               |
| zdravotní a sociální pojištění placené za zaměstnance             | dary                       |
| provozní režie (nákup kancelářských potřeb, cestovné, nájem, ...) |                            |

## Daňová evidence podnikatelů obsahuje
- deník příjmů a výdajů,
- knihu pohledávek a závazků,
- karty dlouhodobého majetku,
- karty zásob,
- karty rezerv,

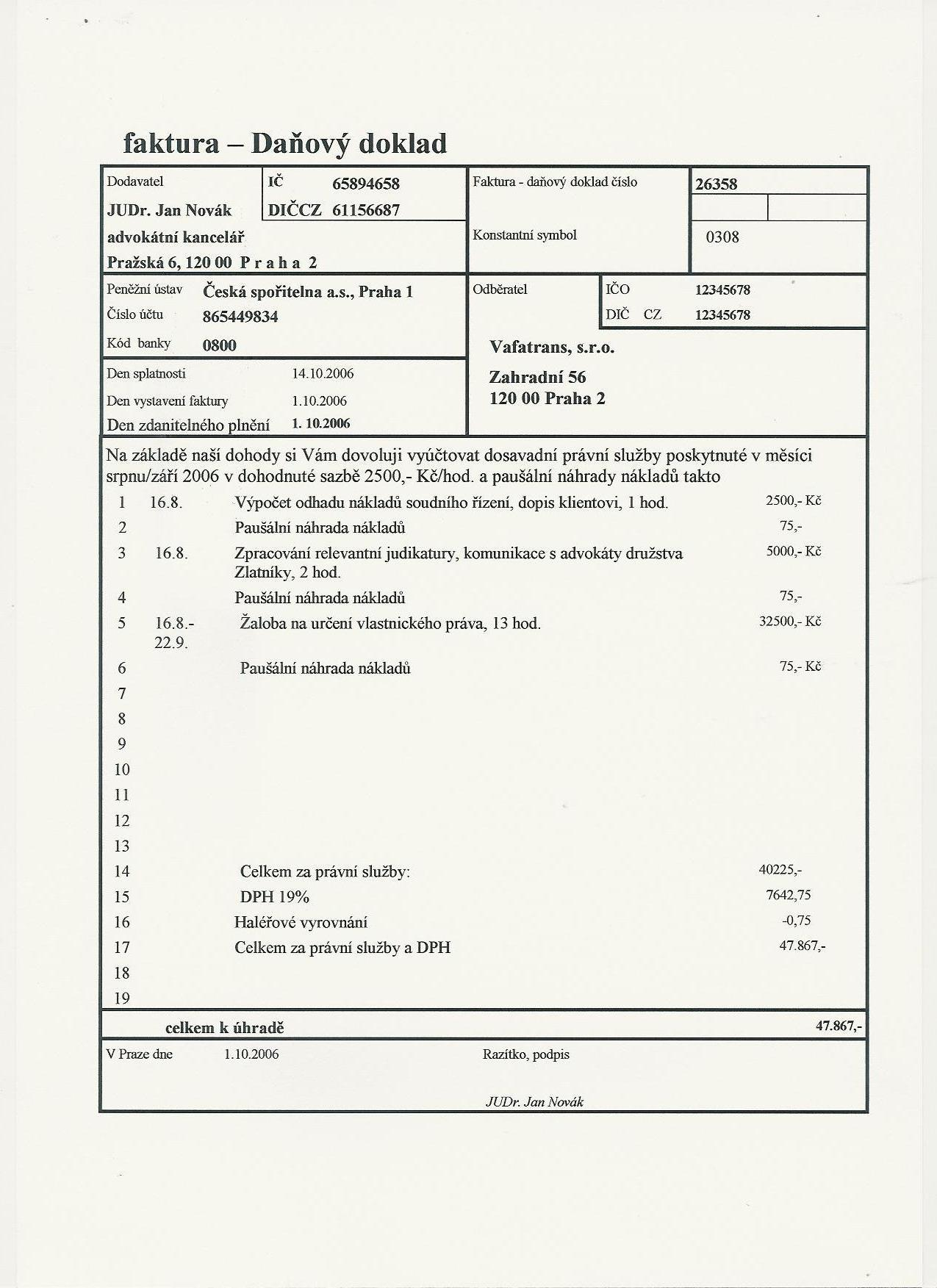
Faktura

- karty pro zapisování nepeněžních transakcí,
- mzdovou evidenci,
- pokladní knihu,
- evidenci stálých plateb,
- knihu jízd.

### Evidence příjmů a výdajů
Tvoří hlavní součást daňové evidence. Zápisy se provádějí v deníku příjmů a výdajů, kde se zachycují jednak peněžní příjmy a výdaje, tzv. skutečné platby, a jednak nepeněžní transakce, které snižují rozdíl mezi příjmy a výdaji.

### Kniha pohledávek a závazků
Slouží podnikateli k přehledu o tom, kdo a kolik dluží jemu a kolik dluží on. Podrobnost zvolené evidence se odvíjí od rozsahu a složitosti podnikatelské činnosti. Do knihy pohledávek a závazků se zapisuje vždy, pokud dochází ke vzniku, změně nebo zániku pohledávek a závazků.

### Karty dlouhodobého majetku
U dlouhodobého majetku rozlišujeme majetek hmotný, nehmotný a finanční. Nehmotný majetek vymezuje Zákon č. 563/1991 Sb., o účetnictví, Vyhláška č. 500/2002 Sb. a České účetní standardy; do nehmotného majetku patří též technické zhodnocení od částky, kterou upravuje Zákon č. 586/1992 Sb., o daních z příjmů. Náležitosti patřící do hmotného majetku jsou uvedeny v témž Zákoně o daních z příjmů. Samostatně jsou uvedeny movité věci, jejichž cena je vyšší než 40 000 Kč a doba použitelnosti delší než 1 rok. Každý majetek má svoji kartu.
V kartě dlouhodobého majetku by měly být uvedeny tyto náležitosti:
- název nebo popis dlouhodobého nehmotného a hmotného majetku a drobného dlouhodobého nehmotného majetku, popř. číselné označení,
- ocenění majetku; pokud byl majetek pořízen zcela nebo zčásti z dotace nebo z peněžního daru, uvede se i výše a druh finančního zdroje,
- datum a způsob pořízení (nabytí vlastnického práva),
- způsob využití majetku v členění podle druhu činností účetní jednotky,
- datum uvedení do užívání - v případě dlouhodobého nehmotného a dlouhodobého hmotného majetku, zejména pořizovaného postupně (např. u staveb a budov pořizovaných výstavbou),
- údaje o zvoleném způsobu daňových odpisů dlouhodobého hmotného majetku,
- částky daňových odpisů za zdaňovací období a zůstatková cena po odpočtu daňových odpisů,
- zřízené zástavní právo, věcné břemeno, popř. jiné závazky váznoucí na majetku,
- datum a způsob vyřazení,
- ostatní údaje nutné pro identifikaci majetku.

### Evidence zásob
Zásoby bez ohledu na způsob jejich nabytí se sledují v knize zásob (na kartách zásob). K datu inventarizace účetní jednotka prokáže stav zásob v hmotných jednotkách a stanoveným způsobem je ocení. V účetních jednotkách provozujících maloobchodní činnost, při které je technicky obtížné vedení skladních karet podle jednotlivých položek zásob (např. prodej potravin), se za záznamy o zásobách považují i jiné vhodné způsoby, které prokazují celkový stav zásob, např. kontrola korunou. Zvolený způsob záznamů o zásobách účetní jednotka srozumitelně popíše a popis uloží jako účetní písemnost.
Na kartách zásob se zachycuje též hmotný majetek v ocenění od 3 000 Kč včetně do částky stanovené zákonem o daních z příjmů, jehož doba použitelnosti je delší než jeden rok, a to se zřetelným označením, že se jedná o drobný hmotný majetek.

### Karty rezerv dle zákona č.593/1992 Sb.
Účetní rezervy či opravné položky nelze tvořit. Podstatně lze jen uplatňovat rezervy a opravné položky dle zákona o rezervách.
ÚJ v podstatě může vytvářet rezervy:
- na opravy hmotného majetku § 7,
- na pěstební činnost § 9,
- ostatní dle § 10.

Veškeré podklady, podle kterých byla stanovena výše těchto rezerv, musí být řádně založeny. Na každou rezervu musí být vedena karta, na které jsou zachyceny částky jak tvorby, tak i čerpání příslušné rezervy s odvoláním na příslušné účetní doklady.
Rezervy se v peněžním deníku nezachytí. Uplatňují se až v daňovém přiznání k DPH. K pohledávkám nelze opravné položky tvořit.

## Inventarizace
Inventarizace znamená porovnání skutečného stavu majetku se stavem majetku a závazků vedeného v daňové evidenci. Podle Zákona o daních z příjmů § 7b musí podnikatel zjistit skutečný stav zásob, hmotného majetku, pohledávek a závazků jednou v roce – tj. poslední den zdaňovacího období.

### Inventura
- peněžního deníku
- stav neuhrazených pohledávek a závazků
- stav majetku v knihách
- stav v ostatních knihách
- přepočet cizí měny na českou